# ミロシュ・デゲネク
ミロシュ・デゲネク（セルビア語: Милош Дегенек, セルビア・クロアチア語: Miloš Degenek、1994年4月28日 - ）は、クロアチア・クニン出身のオーストラリア国籍のプロサッカー選手。FK TSC所属。オーストラリア代表。ポジションはディフェンダー。

## 経歴

### クラブ
1994年にクライナ・セルビア人共和国のクニンでセルビア人の両親のもとに生まれ、翌1995年にユーゴスラビア紛争によるクロアチアの嵐作戦から逃れるためベオグラードに移住、さらに1999年にはコソボ紛争によるNATOのアライド・フォース作戦から逃れるため難民としてオーストラリアに渡った。
オーストラリア国立スポーツ研究所でエリート育成プログラムを受け、2012年にVfBシュトゥットガルトの下部組織へ移籍し、翌2013年にVfBシュトゥットガルトIIでプロデビュー。2015年からはTSV1860ミュンヘンでプレーした。
2017年1月30日、横浜F・マリノスへの移籍加入が発表された。2018年4月21日、リーグ第9節の湘南ベルマーレ戦において、日本での公式戦初ゴールを記録。
2018年7月6日、セルビアのレッドスター・ベオグラードへ完全移籍することが発表された。
2019年1月12日、サウジアラビアのアル・ヒラルへ移籍することが発表された。レッドスターが移籍金を得るための苦渋の決断であったと述べている。
2019年7月22日、張賢秀の加入によって出場機会が危ぶまれた影響もあってレッドスターに復帰した。当初はローンと発表されていたが、8月31日に完全移籍となった。
2022年1月10日、レッドスター退団が発表された。
2022年1月24日、アメリカのコロンバス・クルーへ加入することが発表された。
2023年7月24日、ストラヒニャ・エラコヴィッチの退団に伴いレッドスターに復帰した。
2025年1月27日、FK TSCに移籍した。

### 代表
セルビアの世代別代表にも選出されていたが、後にオーストラリア代表を選択した。
2016年5月27日に行われたイングランドとの国際親善試合でオーストラリア代表デビュー。
AFCアジアカップ2019では主力としてプレーしたが、準々決勝のUAE戦で後半23分にバックパスを短く出してしまい、アリー・マブフートにボールを奪われ得点を許した。これが決勝点となりオーストラリアは敗退した。

## エピソード
- 横浜F・マリノスのセンターバックとしておよそ1年半コンビを組んだ中澤佑二が引退した際には「僕はボンバーのことが大好き。彼のことをリスペクトしている。彼は最高の選手。『プロフェッショナルである』ということを学んだ」と敬意を表した[8]。

## 個人成績
| 国内大会個人成績 | 国内大会個人成績     | 国内大会個人成績 | 国内大会個人成績 | 国内大会個人成績 | 国内大会個人成績 | 国内大会個人成績 | 国内大会個人成績 | 国内大会個人成績 | 国内大会個人成績 | 国内大会個人成績 | 国内大会個人成績 |
| 年度             | クラブ               | 背番号           | リーグ           | リーグ戦         | リーグ戦         | リーグ杯         | リーグ杯         | オープン杯       | オープン杯       | 期間通算         | 期間通算         |
| 年度             | クラブ               | 背番号           | リーグ           | 出場             | 得点             | 出場             | 得点             | 出場             | 得点             | 出場             | 得点             |
| ドイツ           | ドイツ               | ドイツ           | ドイツ           | リーグ戦         | リーグ戦         | リーグ杯         | リーグ杯         | DFBポカール      | DFBポカール      | 期間通算         | 期間通算         |
| ---------------- | -------------------- | ---------------- | ---------------- | ---------------- | ---------------- | ---------------- | ---------------- | ---------------- | ---------------- | ---------------- | ---------------- |
| 2012-13          | シュトゥットガルトII |                  | ドリッテ         | 0                | 0                | -                | -                | 0                | 0                | 0                | 0                |
| 2013-14          | シュトゥットガルトII | 9                | ドリッテ         | 0                | -                | -                | 0                | 0                | 9                | 0                |                  |
| 2014-15          | シュトゥットガルトII | 0                | ドリッテ         | 0                | -                | -                | 0                | 0                | 0                | 0                |                  |
| 2015-16          | 1860ミュンヘン       | 30               | ブンデス2部      | 25               | 1                | -                | -                | 3                | 0                | 28               | 1                |
| 2016-17          | 1860ミュンヘン       | 30               | ブンデス2部      | 7                | 0                | -                | -                | 1                | 0                | 8                | 0                |
| 日本             | 日本                 | 日本             | 日本             | リーグ戦         | リーグ戦         | リーグ杯         | リーグ杯         | 天皇杯           | 天皇杯           | 期間通算         | 期間通算         |
| 2017             | 横浜FM               | 34               | J1               | 25               | 0                | 1                | 0                | 2                | 0                | 28               | 0                |
| 2018             | 横浜FM               | 2                | J1               | 12               | 2                | 3                | 1                | 0                | 0                | 15               | 3                |
| セルビア         | セルビア             | セルビア         | セルビア         | リーグ戦         | リーグ戦         | リーグ杯         | リーグ杯         | オープン杯       | オープン杯       | 期間通算         | 期間通算         |
| 2018-19          | レッドスター         | 5                | スーペル         | 20               | 0                | -                | -                | 0                | 0                | 20               | 0                |
| サウジアラビア   | サウジアラビア       | サウジアラビア   | サウジアラビア   | リーグ戦         | リーグ戦         | リーグ杯         | リーグ杯         | オープン杯       | オープン杯       | 期間通算         | 期間通算         |
| 2019             | アル・ヒラル         | 45               | ALJ              | 11               | 0                | -                | -                | 2                | 0                | 13               | 0                |
| セルビア         | セルビア             | セルビア         | セルビア         | リーグ戦         | リーグ戦         | リーグ杯         | リーグ杯         | オープン杯       | オープン杯       | 期間通算         | 期間通算         |
| 2019-20          | レッドスター         | 5                | スーペル         | 23               | 2                | -                | -                | 3                | 0                | 26               | 2                |
| 2020-21          | レッドスター         | 5                | スーペル         | 30               | 0                | -                | -                | 5                | 0                | 35               | 0                |
| 2021-22          | レッドスター         | 5                | スーペル         | 7                | 0                | -                | -                | 1                | 0                | 8                | 0                |
| 通算             | ドイツ               | ドイツ           | ドリッテ         | 9                | 0                | -                | -                | 0                | 0                | 9                | 0                |
| 通算             | ドイツ               | ドイツ           | ブンデス2部      | 32               | 1                | -                | -                | 4                | 0                | 36               | 1                |
| 通算             | 日本                 | 日本             | J1               | 37               | 2                | 4                | 1                | 2                | 0                | 43               | 3                |
| 通算             | セルビア             | セルビア         | スーペル         | 80               | 2                | -                | -                | 9                | 0                | 89               | 2                |
| 通算             | サウジアラビア       | サウジアラビア   | ALJ              | 11               | 0                | -                | -                | 2                | 0                | 13               | 0                |
| 総通算           | 総通算               | 総通算           | 総通算           | 169              | 5                | 4                | 1                | 17               | 0                | 190              | 6                |

## 代表歴

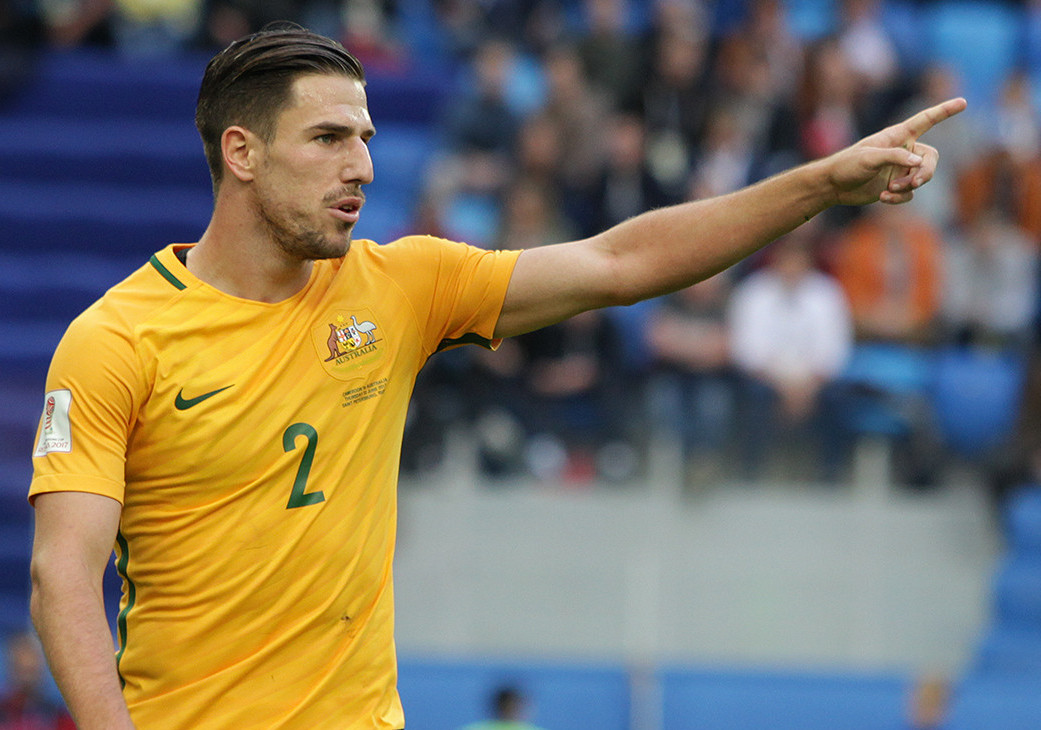
オーストラリア代表でのデゲネク

### 出場歴
- オーストラリア U-17 (2009年 - 2011年)
- セルビア U-19 (2012年)
- オーストラリア U-23 (2015年)
- オーストラリア(2016年 - )
  - 2017年 - FIFAコンフェデレーションズカップ（グループリーグ敗退）
  - 2018年 - FIFAワールドカップ（グループリーグ敗退）

### 試合数
- 国際Aマッチ 45試合 1得点（2016年-）[19]

| オーストラリア代表 | 国際Aマッチ | 国際Aマッチ |
| 年                 | 出場        | 得点        |
| ------------------ | ----------- | ----------- |
| 2016               | 5           | 0           |
| 2017               | 10          | 0           |
| 2018               | 5           | 1           |
| 2019               | 8           | 0           |
| 2020               | 0           | 0           |
| 2021               | 5           | 0           |
| 2022               | 9           | 0           |
| 2023               | 3           | 0           |
| 通算               | 45          | 1           |

## タイトル

### アル・ヒラル
- AFCチャンピオンズリーグ：2019

### レッドスター・ベオグラード
- セルビア・スーペルリーガ：2018-19, 2019-20, 2020-21
- セルビア・カップ：2020-21

### 個人
- TAG Heuer YOUNG GUNS AWARD・ベストイレブン：1回（2017年）